# União das Freguesias de Sendim e Atenor
Die União das Freguesias de Sendim e Atenor ist eine portugiesische Gemeinde (Freguesia) im Kreis (Concelho) Miranda do Douro, Distrikt Bragança, im Nordosten Portugals.

## Geschichte
Die Gemeinde entstand im Zuge der Gebietsreform vom 29. September 2013 durch die Zusammenlegung der ehemaligen Gemeinden Sendim und Atenor.
Sendim wurde Sitz der neuen Verwaltung.

## Demographie

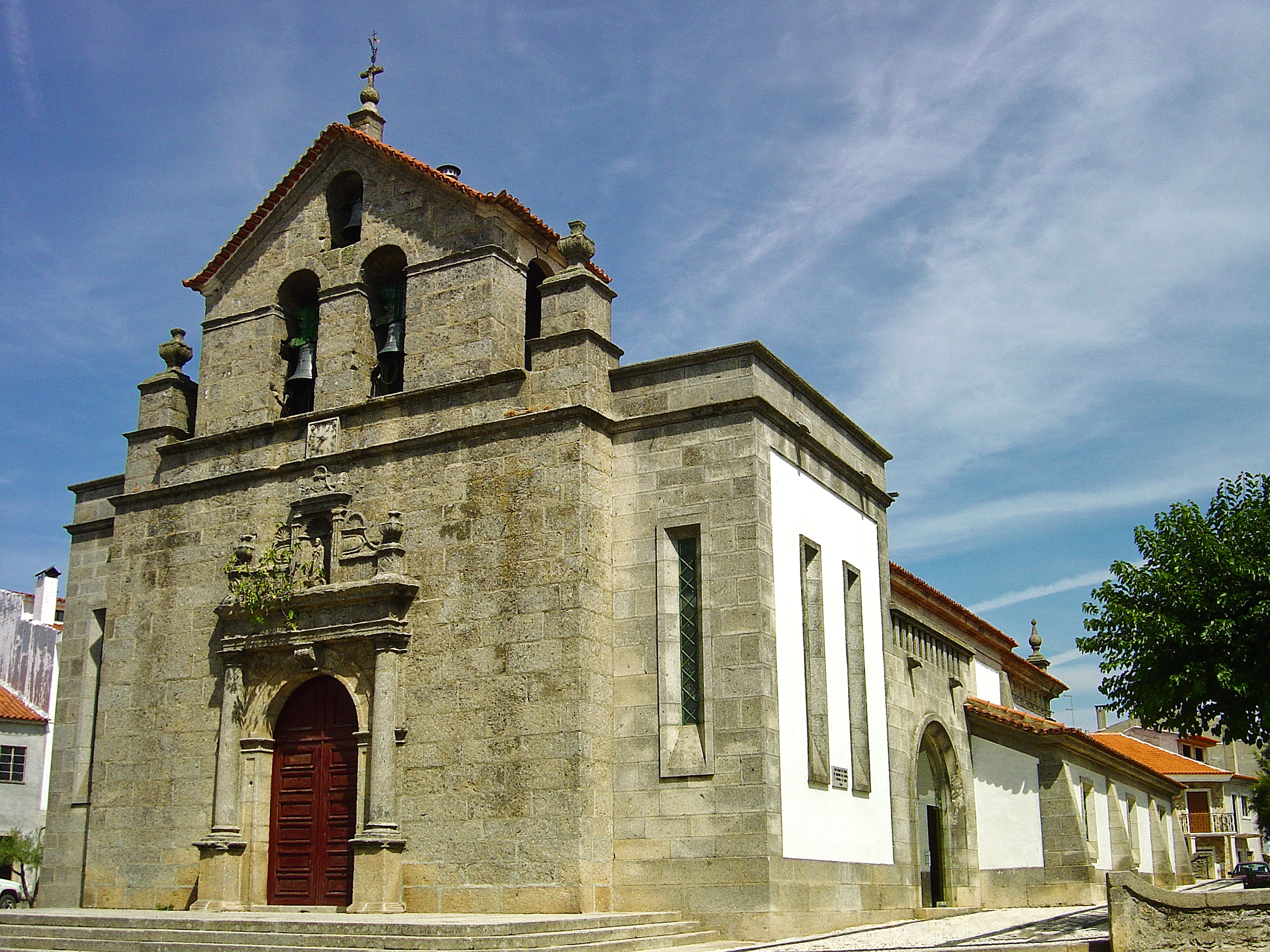
Kirche von Sendim.

| Freguesia | Freguesia       | Freguesia | Freguesia       | ehemalige Freguesias | ehemalige Freguesias | ehemalige Freguesias | ehemalige Freguesias |
| --------- | --------------- | --------- | --------------- | -------------------- | -------------------- | -------------------- | -------------------- |
| Wappen    | Freguesia       | Einwohner | Fläche in (km²) | Wappen               | Freguesia            | Einwohner            | Fläche in (km²)      |
|           | Sendim e Atenor | 1240      | 58,93           |                      | Sendim               | 1367                 | 38,52                |
|           | Sendim e Atenor | 1240      | 58,93           | Atenor               | 121                  | 20,45                |                      |